# FF dabei

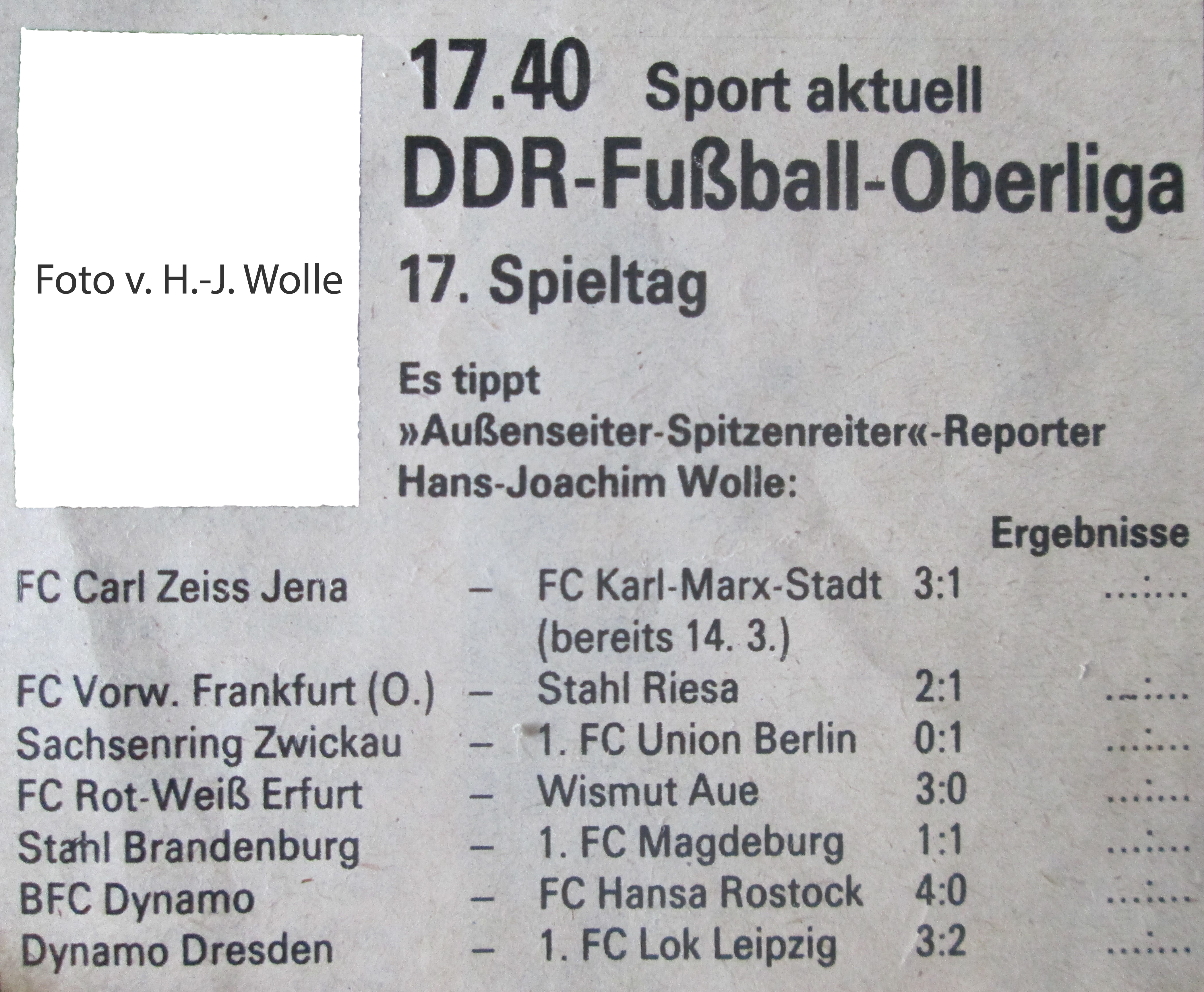
FF dabei; Nr. 11; Programmwoche vom 10. bis 16. März 1986; Programmvorschau für Samstag, den 15. März 1986; 1. Programm; S. 28

FF dabei (Eigenschreibweise: FF DABEI, FF: „Fernsehfunk“) war eine Illustrierte der DDR, die das Hörfunk- und Fernsehprogramm sowie Artikel zu Unterhaltungsthemen veröffentlichte. Sie erschien wöchentlich und war die einzige Programmzeitschrift, die in der DDR erschien. Die Zeitschrift wurde 1946 als Der Rundfunk gegründet, ihren späteren Titel erhielt sie 1969. Sie erschien zuletzt im Deutschen Supplement Verlag.

## Geschichte
1946 als Der Rundfunk von Wilhelm Beier gegründet, hieß die Zeitschrift ab 1953 Unser Rundfunk und ab 1959 Funk und Fernsehen der DDR. Für das Jahr 1956 betrug die wöchentliche Auflage rund 448.000 Exemplare. Im Zuge der Einführung eines zweiten Fernsehprogramms und der Einführung des Farbfernsehens aus Anlass des 20. Jahrestages der Gründung der DDR wurde die Zeitschrift neu gestaltet. Sie erschien nunmehr als FF dabei teilweise in Farbe und wurde auf 48 Seiten erweitert. Die wöchentliche Auflage stieg von 1,25 Millionen Exemplaren (1965) auf 1,53 Millionen Exemplare (1990). Der Verkaufspreis betrug anfangs 30 Pfennig, seit den 1970er-Jahren 50 Pfennig. Ab 1969 wurde die FF dabei in die Wahl zum Fernsehliebling einbezogen, die bis dahin nur von den Lesern der Berliner Zeitung vorgenommen wurde. Damit erfuhr der bis dahin regional auf Berlin beschränkte Preis eine DDR-weite Resonanz, 1970 beteiligten sich über 100.000 Leser an der Umfrage. Die FF dabei wurde zu einer der gefragtesten Illustrierten in der ehemaligen DDR und verzeichnete Ende der 1980er Jahre einen Versorgungsgrad von 22 %. Einem Bericht an den Ministerrat der DDR aus dem Jahr 1988 zufolge war die FF dabei in den Bezirksstädten im Schnitt binnen 20 Minuten, in den übrigen Städten spätestens nach zwei Stunden ausverkauft. Das Abonnieren der Zeitschrift war diesem Bericht zufolge nicht mehr möglich, weil eine Steigerung der Auflage mangels Papier- und Druckkapazität nicht erfolgen konnte; 1987 mussten aus diesem Grund rund 485.000 Abonnementanfragen abgelehnt werden.
Die FF dabei wurde in der Berliner Druckerei, einem Betrieb der VOB Zentrag, im Tiefdruckverfahren hergestellt. Um die hohe Auflage zu erreichen, mussten neue Wege gegangen werden, da die Druckkapazität der vorhandenen Maschinen nicht ausreichte. So wurde mit dem Erscheinen ab Oktober 1969 der Vier-Schicht-Betrieb eingeführt, d. h. für die Mitarbeiter zehn Tage arbeiten (im Wechsel Nachmittagsschicht, Nachtschicht und Frühschicht) und vier Tage frei. Das betraf fünf bis sechs Maschinenarbeiter sowie einen Elektriker und einen Schlosser für eventuell anfallende Reparaturen.
Nach der Wiedervereinigung sank die Auflage rapide; im August 1992 lag sie nur noch bei 518.000 Exemplaren, der Preis betrug 1,20 DM. Bereits im Juli 1990 wurde FF dabei vom Verlag Gruner + Jahr übernommen, der sie im November 1993 an den Deutschen Supplement-Verlag weiterverkaufte. Seit Februar 1996 erscheint sie nur noch als Beilage der Fernsehzeitungen TV Today und TV Spielfilm XXL für Abonnenten aus den neuen Bundesländern.